# Філіпп Вільгельм (курфюрст Пфальцу)
Філіпп Вільгельм (нім. Philipp Wilhelm von der Pfalz; 24 листопада 1615 — 12 вересня 1690) — 18-й курфюрст Пфальцький в 1685–1690 роках, герцог Юліх-Берзький в 1653–1690 роках, пфальцграф і герцог Пфальц-Цвайбрюкен-Нойбурзький.

## Життєпис

### Молоді роки
Походив з династії Рейнських Віттельсбахів, Цвайбрюкенської гілки. Старший син Вольфганга Вільгельма, герцога Пфальц-Нойбурга і Юліх-Берга. Матір'ю була Магдалена, донька Вільгельма V Віттельсбаха, герцога Баварії. Народився 1615 року. У 1628 році втратив матір. Дитинство провів в Нойбурзі та Дюссельдорфі. Навчався в єзуїтів.
З 1630-х років більшу частину часу приділяв пошуку дружини. 1642 року їздив до Речі Посполитої з цією метою. Того ж року у Варшаві відбувся шлюб з представницею династії Ваза. При цьому Філіпп Вільгельм отримав як посаг 243 333 рейхсталерів готівкою, коштовні камені вартістю близько 300 тис. рейхсталерів, цінні речі із золота, срібла, гобелени та перські килими, податки з італійського міста Фоджа та на шовк та шафран у Калабрії та Абруццо вартістю 19 043 дуката на рік.
1643 року батько надав Філіппу Вільгельму доходи від графства Нойєнар та комун Зінціг і Ремаген. 1644 року призначено намісником Нойбургу. У 1645 році дружина помирає при пологах.

### Герцог
1653 року отримав Орден Золотого руна. Того ж року після смерті батька стає пфальцграфом і герцогом Пфальц-Нойбургу, герцогом Юліх-Бергу. Користуючись успішним завершенням Юліхської війни з Фрідріх-Вільгельмом Гогенцоллерном, курфюрстом Бранденбургу, намагався остаточно зміцнитися в Юліху і Бергу. Водночас оженився з представницею династії Гессен-Дармштадських.
1658 році, спираючись на підтримку французького короля Людовика XIV, намагався здобути корону Священної Римської імперії. Втім програв вибори Леопольду Габсбургу.
1666 року було укладено Клевський договір з Бранденбургом, за яким герцогство Юліх-Берг остаточно закріпилося за Пфальц-Нойбургом. Але графство Равенштейн Філіпп Вільгельм отримав лише у 1671 році.
1668 року після зречення короля Речі Посполитої Яна II Казимира Вази стає одним з претендентів на трон. Його особливо підтримував майнцький архієпископ Йоганн Крістіан фон Бойнебург, який замовив Готфріду Вільгельму Ляйбніцу памфлет, яким би той довів, що лише Філіп Вільгельм є єдиним гідним кандидатом на корону Речі Посполитої. Проте 1669 року королем було обрано Михайла Вишневецького.

### Курфюрст
У 1685 році перед смертю курфюрста Пфальцу Карла II з Зіммернської гілки отримав право на це курфюрство, але повинен був зберегти права протестантів. Смерть Карла II в тому ж році спричинило Війну за пфальцьку спадщину. Водночас виник внутрішній конфлікт через небажання пфальцької шляхти та бюргерства надавати рівні права католикам.
У жовтні 1687 року курфюрст призначив свого старшого сина Йоганна Вільгельма губернатором у Гайдельберзі. У цей час до Пфальцу вдерлися французькі війська. курфюрст перебрався до Нойбургу. 1688 року ворог захопив основні міста курфюрства, зокрема й Гайдельберг. 1689 року за наказом французького короля Людовика XIV почалося плюндрування Пфальцу через намагання зашкодити аусбурзькій лізі просуватися до кордонів Франції.
Навесні 1690 року Філіпп Вільгельм перебрався до Відня. Тут помер у вересні того ж року. Йому спадкував син Йоганн Вільгельм.

## Родина
1. Дружина — Анна Катерина, донька Сигізмунда III Вази, короля Речі Посполитої.
Діти:
- син (1645), помер при пологах

2. Дружина — Єлизавета Амалія, донька Георга II, ландграфа Гессен-Дармштадського.
Діти:
- Елеонора Магдалена (1655—1720), дружина Леопольда I Габсбурга, імператора Священної Римської імперії
- Йоганн Вільгельм (1658—1716), 19-й курфюрст Пфальцу
- Вольфганг Георг (1659—1683);
- Людвіг Антон (1660—1694), єпископ Вормсу
- Карл Філіпп (1661—1742), курфюрст Пфальцу
- Олександр Сигізмунд (1663—1737), князь-єпископ Аугсбургу
- Франц Людвіг (1664—1732), архієпископ Тріру в 1716—1729 роках і архієпископ Майнцу в 1729—1732 роках
- Фрідріх Вільгельм (1665—1689), генерал імперської армії
- Марія Софія (1666—1699), дружина Педру II, короля Португалії
- Марія Анна (1667—1740), дружина Карла II Габсбурга, короля Іспанії
- Філіп Вільгельм (1668—1693)
- Доротея Софія (1670—1748), дружина Одоардо Фарнезе, герцога Парми і П'янченци
- Гедвіга Єлизавета (1673—1722), дружина Якуба Людвіга Собеського
- Леопольдіна Елеонора (1679—1693)